# Захидова, Лютфи
Лютфи Захи́дова (тадж. Лутфи Зоҳидова; 1925—1995) — советская, таджикская артистка балета, танцовщица. Народная артистка СССР (1957). Лауреат Сталинской премии второй степени (1949).

## Биография
Лютфи Захидова родилась 6 ноября 1925 года (по другим источникам — в 1923 году) в Канибадаме (ныне в Согдийской области Таджикистана) (по другим источникам — в селении Пулодони Канибадамского района).
В 1938 году, после выступления на Всесоюзной олимпиаде в Москве была принята в Ансамбль песни и танца при ВЦСПС. Училась у А. И. Радунского, Н. М. Попко, Л. А. Поспехина, В. И. Вайнонена, позднее у А. И. Проценко.
С 1941 года — в балетной труппе Таджикского театра оперы и балета имени С. Айни (Душанбе).
Первая таджикская балерина, овладевшая техникой классического танца. Её исполнение отличалось лиричностью, мягкостью, драматизмом.
Выступала в концертах, а также гастролировала за рубежом как исполнительница таджикских народных танцев (Индия, ГДР, Румыния, Индонезия и др.).
Член КПСС с 1957 года. Депутат Верховного Совета Таджикской ССР 3—5 созывов.
Лютфи Захидова умерла 10 октября 1995 года в Душанбе. Похоронена на кладбище «Лучоб».

## Награды и звания
- Народная артистка Таджикской ССР (1949)
- Народная артистка СССР (1957)
- Сталинская премия второй степени (1949) — за исполнение партии Лейли в балетном спектакле «Лейли и Меджнун» С. А. Баласаняна[4]
- Орден Трудового Красного Знамени
- Орден Дружбы народов
- Орден «Знак Почёта» (1954)[5]
- Медали.

## Балетные партии
- 1943 — «Тщетная предосторожность» П. Гертеля — Лиза
- 1946, 1954 — «Бахчисарайский фонтан» Б. В. Асафьева — Мария
- 1946 — «Лебединое озеро» П. И. Чайковского — Одетта
- 1947 — «Лейли и Меджнун» С. А. Баласаняна — Лейли
- 1949 — «Золушка» С. С. Прокофьева — Золушка
- 1950 — «Штраусиана» на музыку И. Штрауса — Возлюбленная
- 1953 — «Эсмеральда» Ц. Пуни — Эсмеральда
- 1954 — «Дильбар» А. С. Ленского — Дильбар
- «Шехеразада» на музыку Н. А. Римского-Корсакова — Шехеразада